# Игровое кино
Игровое кино — вид киноискусства, разновидность художественного кино. Игровой фильм — произведение, имеющее в основе сюжет, воплощённый в сценарии и интерпретируемый режиссёром, который создаётся с помощью актёрской игры, операторского и прочих искусств. Игровое кино противопоставляется неигровому кино, включающему документальное кино, мультипликацию и научно-популярное кино, а также художественные фильмы с глубокой проблематикой. В отдельных фильмах возможно смешение игры актёров и документалистики (художественно-документальное кино). Также возможно создание мультфильмов с включением игры актёров (например, «Новый Гулливер», «Кто подставил кролика Роджера»), как и участие актёров в неигровых фильмах. Игровые фильмы, как правило, носят сугубо развлекательный характер и не содержат глубокого смысла, хотя и могут продвигать те или иные идеи.

## Жанры игрового кино
Вопросы жанровой принадлежности игрового фильма, как и теория жанров в целом, являются дискуссионными. Большинство художественных кинофильмов можно отнести к более чем одному жанру. Как правило, к игровым фильмам относятся кинокомедии, приключенческие фильмы, боевики, детективы, фильмы-катастрофы, фантастика (научная, супергеройские фильмы), фэнтези, триллеры, фильмы ужасов. Трагедии, драматические и социально-психологические фильмы к игровым чаще не относятся, хотя, например, мелодрамы имеют много характерных признаков игрового фильма. К игровым могут относиться также некоторые исторические фильмы (обычно комедийные или приключенческие).